# Andar-Andar
Das Andar-Andar, auch Djulung-Djulung oder Julung-Julung, ist ein Schwert aus Sumatra.

## Beschreibung
Das Andar-Andar hat eine gerade, zweischneidige Klinge. Die Klinge wird vom Heft zum Ort breiter und hat eine Rückenschneide, die vom Ort zum Heft über etwa ein Drittel der Klinge läuft. Der Rücken und die Schneide laufen am Ort blattförmig zusammen. Der Ort ist spitz. Das Heft besteht aus Holz oder Horn und kann in verschiedenen Typen (indon. Sukul Ngango, Hulu Baba Buya oder Sukul Nganga) gabelförmig gefertigt sein. Die dickere und abgebogene Form nennt man Sukul Jering. Die Scheiden sind zweiteilig und bestehen aus Holz. Sie werden mit Rattanschnüren oder Metallstreifen umwickelt, um die Seiten zusammenzuhalten oder bis zum Scheidenmund ganz mit Metallblech verschiedener Art umgeben. Der Scheidenmund ist breiter als die Klinge und zur Schneidenseite hin etwas hervorstehend. Das Andar-Andar wird von Ethnien aus Sumatra benutzt.